# Barca de Sesimbra
Na origem deste tipo de barco, está a caravela de pesca, também conhecida por pescareza, referenciada desde o século XIII e século XIV, e que estaria na origem da Caravela dos Descobrimentos.
Estes barcos levavam o pescado de Sesimbra para vários portos da costa, levando consigo o singular “olho” pintado em ambos os lados da proa, que segundo alguns, servia ora para ver onde estava o peixe, ora para ver o mar que aí vinha.
A partir da década de Trinta, as barcas, até então de boca aberta, com dois mastros, entre 9 e 10 metros de fora a fora, adaptaram-se e evoluíram, aproximando-se do formato actual, com convés e cabine.
Em 1998, com o apoio da Câmara Municipal, o Clube Naval de Sesimbra recuperou a Barca “Santiago”, descendente de uma longa tradição de barcos de pesca deste nome.
Esta barca deve o seu nome ao orago da Freguesia de Santiago, uma das freguesias do Concelho de Sesimbra.